# Éva Karakas
Éva Karakas ou Karakas-Kertész ou Ladanyike-Karakas est une joueuse d'échecs hongroise née Fürst le 15 février 1922 à Budapest et morte dans la même ville le 7 mai 1995.

## Biographie et carrière
Née Fürst, Éva Karakas, fut mariée trois fois (avec Béla Kertész, Gyula Karakas et le docteur Ladányi).
Championne de Hongrie à sept reprises (en 1954, 1956, 1962, 1965, 1966, 1975 et 1976), Karakas participa :
- au tournoi des candidates de 1955 à Moscou où elle finit douzième ex æquo[2] ;
- au tournoi des candidates de 1959 à Plovdiv où elle finit septième sur 15 participante[3] ;
- au tournoi des candidates de 1961 à Vrnjačka Banja où elle finit septième ex æquo sur 17 participante[4] ;
- au tournoi des candidates de 1964 à Soukhoumi où elle finit treizième ex æquo[5] ;
- au tournoi interzonal féminin de Minorque en 1973 où elle finit quatorzième ex æquo[6].

Elle participa au trois premières olympiades féminines de 1957 à 1966, marquant 20 points en 37 parties. En 1966, elle gagna le tournoi international de Piotrków Trybunalski en Pologne. 
Elle disputa la première  (de 1974 à 1979) et la deuxième (de 1980 à 1986) olympiade internationale par correspondance au premier échiquier de la Hongrie,.
Elle obtint le titre de grand maître international féminin en 1982.
Dans les années 1990, elle remporta trois championnats du monde senior féminins (plus de 50 ans) : en 1991, 1992 et 1994.